# Abu Sir Bana
Abu Sir Bana (arabisch Abu Sir) ist heute der Name eines ägyptischen Dorfes, das im Nildelta am westlichen Ufer des Damiette-Armes, etwa 5,5 Kilometer südlich von Samannud liegt. An der Stelle befand sich in der Antike eine Stadt, die bei den Griechen Busiris und bei den Ägyptern Djedu hieß. Der altägyptische Name leitet sich vom Djed-Pfeiler, dem Symbol des Gottes Osiris ab.

## Geschichte
Über die Anfangszeit der Stadt ist nicht viel bekannt, sie wird zum ersten Mal in den Pyramidentexten erwähnt. Vom Alten Reich bis zur Spätzeit war sie die Hauptstadt des neunten unterägyptischen Gaues Anedjti, benannt nach Anedjti, der ursprünglichen Stadtgottheit. Bereits im Alten Reich wurde Osiris zur Hauptgottheit der Stadt, die später als Per-Usir (neb Djedu) „Tempel des Osiris“ (Herr von Djedu) bekannt wurde. Von diesem Stadtnamen leitete sich der assyrische Name Puširu ab, aus dem griechisch Busiris und arabisch Abu Sir wurde.
Historisch spielte sie erst bei den Ereignissen der Dritten Zwischenzeit eine Rolle. Während Pijes Angriffe auf Ägypten in der 25. Dynastie soll ein libyscher Prinz in Busiris regiert haben.

## Religion
Wie Abydos in Oberägypten war Busiris ein Zentrum für den Osiriskult und nahm eine wichtige Stellung innerhalb der ägyptischen Religion ein. Die Stadt galt als Geburtsort des Osiris, auch sein Grab soll sich hier befunden haben. Sein Tempel in Busiris war zeitweise Pilgerort. Neben Osiris wurden auch andere Gottheiten wie Isis, Horus, Schu, Anubis und Sobek in Busiris verehrt, für Isis soll nach Herodot (Buch II 95, 61) ein großer Tempel existiert haben.

## Archäologie
Bei Abu Sir Bana wurden einige Denkmäler des Alten und Mittleren Reiches sowie der Spätzeit entdeckt, eine Ausgrabung des Geländes steht jedoch noch aus. Bei Kom el-Akhdar, etwa zwei Kilometer südlich, wurden Scheintüren und Opfertafeln gefunden, möglicherweise befand sich hier der Friedhof der Stadt.